# جبل أم سنمان
جبل أم سنمان أحد جبال منطقة حائل شمال المملكة العربية السعودية، يقع الجبل في مدينة جبة التي تبعد 103 كيلومترات شمال غرب حائل، ويقع تحديداً جهة الغرب من مدينة جبة، وسط صحراء النفود. تُعد جبة أحد أهم وأكبر المواقع الأثرية في السعودية، حيث يضم نقوشًا ورسومات منتشرة في جبل أم سنمان وفي الجبال القريبة منه، وتعود النقوش لثلاث فترات زمنية مختلفة. والمنطقة عبارة عن أرض لبحيرة قديمة تحيط بها كثبان النفود الكبير، وتعلوها من الغرب والجنوب جبال رسوبية تتمثل بأم سنمان وغوطا وشويحط وعنيزة، وقد طلبت الهيئة العامة للسياحة والتراث الوطني تسجيل الموقع الخاص بالرسوم الصخرية في جبه والشويمس بمنطقة حائل في قائمة التراث العالمي لدى منظمة اليونسكو. يُعتبر جبل أم سنمان ثاني أهم المواقع الأثرية لإنسان ماقبل التاريخ بعد موقع راط والمنجور.

## التاريخ
نال جبل أم سمان مكانة كبيرة من شكله وذكره، خاصة عند القدماء وأهل البادية إلى أن تناقلته أجيالنا جيلاً بعد جيل، وسمي أم سنمان بهذا الاسم نسبة لشكله، كونه يشبه إلى حد كبير الناقة ذات السنامين وهي مستقرة في الأرض، وأطلق عليه بعض أهل البادية اسم الفاطر وهي الإبل الكبيرة في عمرها. ويعد هذا الجبل في زمن الجاهلية من أحصن وأمنع المواقع، إذ إن العرب كانت قديمًا تلجأ إليه طلبا للسلامة، وملاذاً من الخوف، وفي هذا قال الشاعر الجاهلي الأخطل:
يحيط بجبل أم سنمان مجموعة من الجبال، ويقال لها المرابيب، ولجبالها عدد من الأسماء مثل عراف، لقيمين، غوطة، ضحية، عنيزة، ومويعز، ويظهر أم سنمان شامخاً واضحاً للعيان على بعد ما يقارب 70 كيلومتر، ويستدل به للقادم من نفود الصحراء.

## المستشرقين
تشكل مدينة جبة محطة رئيسية وقبلة للمستشرقين الغربيين الذين زاروا شبه الجزيرة العربية، نظراً لموقعها الجغرافي الذي يقع على طريق قوافل الرحالة، حيث بدأت تلك الرحلات في القرن التاسع عشر الميلادي، عندما قام المستكشف الإيطالي كالرو جوارماني بزيارتها في عام 1864. ويذكر الرحالة ألاويس موزيل أنه زار جبة حينما كان أميرها نايف بن عتيق وكانت تتكون من حارتين أحدهما تسمى قصر الفرحان وتشتمل على 25 بيتاً والأخرى تسمى قصر الخطبا وتشتمل على 20 بيتاً· ولدى زيارة المهتمة بعلوم الإنسان والمستشرقة الأنجليزية الليدي آن بلنت برفقة زوجها في عام 1897 لمدينة جبة، لفت نظرها تفرد جبة بتنوع تضاريسي ساحر يجمع بين كثبان النفود الضخمة والجبال الشاهقة وأشجار النخيل فيها، وهو ماذكرته في كتابها المشهور رحلة في بلاد نجد.

## النقوش
جبل أم سنمان له مكانة تاريخية وأثرية في الجزيرة العربية بصفة عامة ومنطقة حائل بصفة خاصة، إذ إنه يحتضن العديد من النقوش والرسوم والتشكيلات القديمة جدًا، وأثبت عدد من الأمريكيين المهتمين بالآثار، الذين زاروا مدينة جبة وشاهدوا صخرة أم سنمان أن رسمة العجلة المُشكلة عليها تثبت أن قانون التسارع والبكرة كان معروفًا ومستخدمًا قبل نيوتن، ومقابل ذلك يرى الأوربيون أن نيوتن هو مكتشف القانون، وسيظل الخلاف الأوروبي والأمريكي قائماً حول هذه الصخرة حتى تدرس بشكل علمي مفصل، بالرغم من هذا فإنهم يتفقون على أن الصخرة لا تقدر بثمن؛ إلاّ أنها لم تجد من يهتم بها علمياً حتى الآن.
كما أن جبل أم سنمان يحتضن نقوشًا يقال إنها تعود إلى العصر الحجري، وبعضها ثمودية، ويوجد على الجبل تشكيلات صخرية بادية المعالم، وأشهرها مجسم الأسد الواضح للعيان، كما أنه يحمل في عرضه تشكيلات لوجوه رجال يرتدون عمائم والبعض يقول إنها تيجان، وهذه التشكيلات وغيرها العديد من الرسومات الحيوانية، كالطيور والقرود والوعول، كانوا يسمونها أهالي جبه قديماً بحرس أم سنمان، كما احتضن الجبل نقشاً لأقدم صورة أشعة للإنسان في العالم، ويدل هذا على قدم تاريخ جبل أم سنمان والحضارة التي كان يحتضمها. يحتضن الجبل نقوش إنسان العصر الحجري، وسجل الجبل نحو 5431 نقشاً ثمودياً، و1944 رسماً لحيوانات مختلفة منها 1378 رسماً لجمال بأحجام وأشكال مختلفة، كما بلغ عدد الرسوم الآدمية 262 رسماً.
تبين النقوش في جبل أم سنمان الإنسان الذي عاش في العصور الحجرية، وبعض من طرق ونظم الحياة اليومية التي كان يطبقها ويحياها إنسان تلك العصور، وتوجد هذه الرسوم والنقوش التي رسمها ونقشها الإنسان في عصور مختلفة على واجهات صخور جبل أم سنمان غرب مدينة جبة، تلك الرسوم والنقوش المتميزة بتشكيلاتها الفنية والمتنوعة بموضوعاتها التعبيرية. كما أن الرسومات والنقوش تدل على تقنيات الأدوات الحجرية التي استخدمها الإنسان القديم في حفر رسومه ونقوشه الكتابية المتنوعة والغنية. ولعل من أهم الرسوم والنقوش الصخرية التي يمكن مشاهدتها في جبل أم سنمان تلك التي تمثل النمط المبكر للحفر والنقش والتي يعود تاريخها للألف السابع قبل الميلاد، وتتميز رسوم ونقوش الجبل بمشاهد غنية للحياة اليومية للإنسان والحيوان اللذين استوطنا هذه المنطقة، ويمكن تقسيم وجودهما إلى فترتين: الأولى تعود للألف السابع قبل الميلاد، وبها تظهر الأشكال الآدمية المكتملة مع الأذرع الرفيعة وبروز الجسد المكتنز عند طيه الفخذ وظهور أشكال النسوة ذوات الشعر المجدول المتدلي، وذوات التنورات المزخرفة وظهور الأشكال الحيوانية مثل الإبل والخيل غير المستأنسة والوعول ومجموعات مختلفة من أشكال الأغنام والقطط والكلاب التي استخدمت في الصيد. وتعود الفترة الثانية للعصر الثمودي، وأبرز رسومها ونقوشها الصخرية تتمثل في استئناس الجمال، حيث تظهر مشاهد المحاربين على ظهورها وبأيديهم الحراب، وتظهر الوعول والفهود والنعام، إضافة إلى أشكال رمزية وأشجار النخيل.

## الفنون الصخرية في منطقة حائل

شعار منظمة التراث العالمي

هي منطقة تراث عالمي في منطقة حائل السعودية، وتشمل رسومات جبل أم سنمان في مدينة جبة وراط والمنجور في الشويمس، حيث كانت منطقة جبل أم سنمان بحيرة قديماً وترك سكانها العديد من النقوش حول حياتهم، تم إدراج رسوم حائل ضمن التراث العالمي من قبل لجنة التراث العالمي، التابعة لمنظمة الأمم المتحدة للتربية والعلوم والثقافة (يونسكو)، وذلك في الاجتماع الذي عقدته لجنة التراث العالمي في منظمة اليونسكو تحت شعار متحدون مع التراث في دورتها الـ 39، والتي عقدت في مدينة بون في ألمانيا، في الفترة من 28 يونيو حتى 8 يوليو 2015، وقررت لجنة التراث العالمي إدراج 24 موقعًا جديدًا على قائمة التراث العالمي، من ضمنها الفن الصخري في منطقة حائل.
أتت إضافة المنظمة الرسوم الصخرية الموجودة في منطقتي جبة والشويمس إلى القائمة لتكون الموقع الرابع في المملكة العربية السعودية المسجلة بعد مدائن صالح والدرعية وجدة التاريخية. تعتبر جبة أحد أهم وأكبر المواقع الأثرية في السعودية، حيث تضم نقوشا ورسومات منتشرة في جبل أم سنمان وفي الجبال القريبة منه، وتعود النقوش لثلاث فترات زمنية مختلفة.

## انظر ايضاً
- جبل أحد
- جبل ثور

## وصلات خارجية
- جبل «أم سنمان» في جبة حائل.. واجهة تاريخية للأجيال.
- «جبل أم سنمان».. وجهة السياح المفضلة في جبة حائل.